# 빨래집게

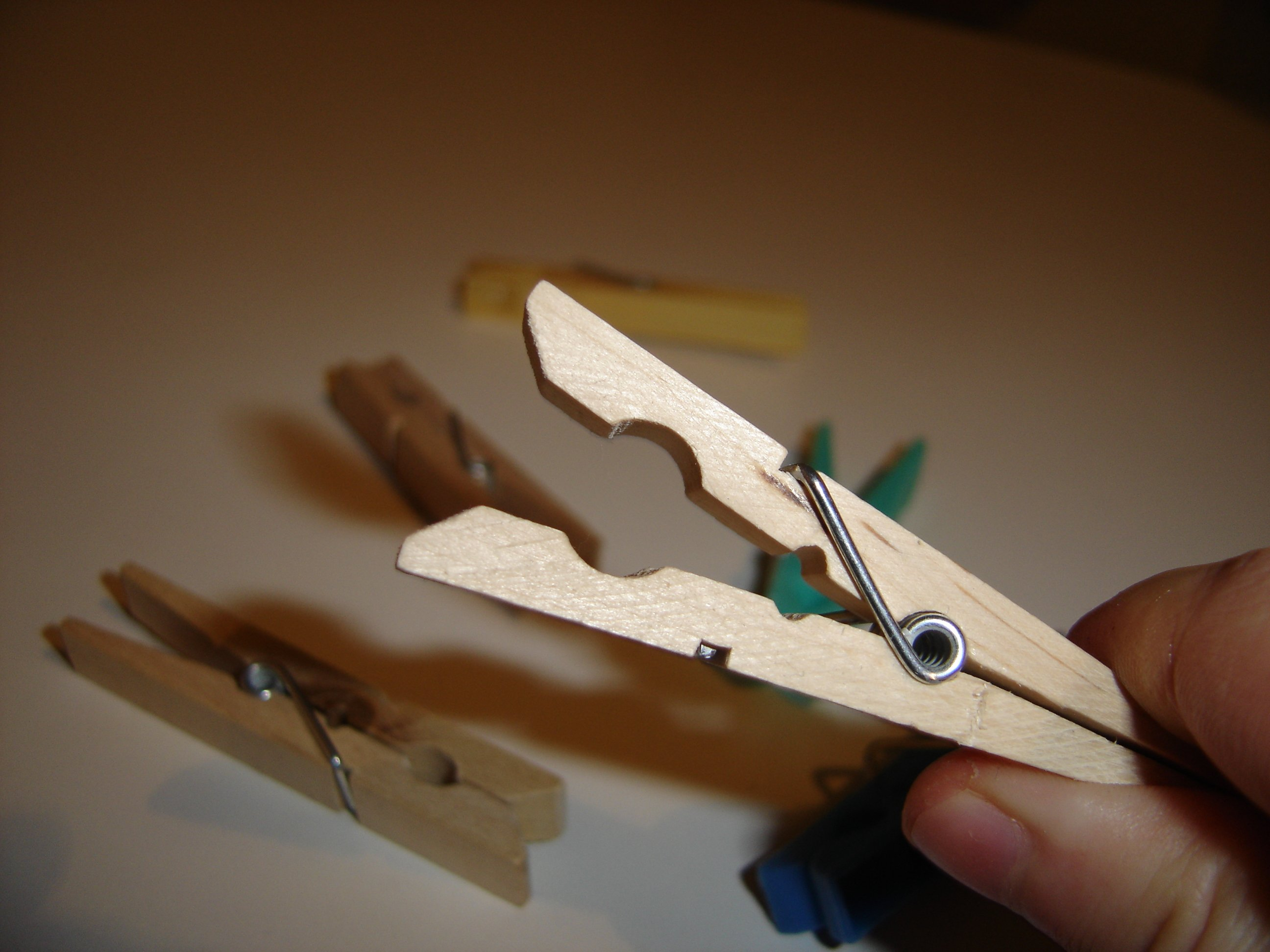
나무 빨래집게

빨래집게는 주로 빨랫줄 등에 빨래를 걸어놓기 위해 만든 도구이다. 많은 디자인들이 있다.

## 다른 용도

### 예술
클래스 올덴버그가 만든 유명한 조각품이 있다. 필라델피아 시청을 가로지르는 거리에 있고, 대역전 등에서 볼 수 있다.
버몬트 공동묘지에는 5피트의 빨래집게 묘비가 있다.

### 악기 제작
기타, 만돌린 등 여러 현악기의 흠집을 보완하는데 쓰이기도 한다.

## 같이 보기
- 바인더 클립